# Gare de Gilbert Plains
La  gare de Gilbert Plains est une gare ferroviaire de la ligne du nord à The Pas du Canadien National. Elle est située à Gilbert Plains, dans la province du Manitoba au Canada.
C'est une gare voyageurs Via Rail Canada, sans personnel, desservie par trois trains par semaine, dans chaque direction.

## Service des voyageurs

### Accueil
Gare de Via Rail Canada, elle est située à Gilbert Plains. C'est une gare sans personnel de type « poteau indicateur » avec un quai.

### Desserte
Gilbert Plains est desservie par le train Winnipeg - Churchill

## Service des marchandises
Gare du Canadien National avec une voie de service desservant un silo agricole.